# Georges Dimou

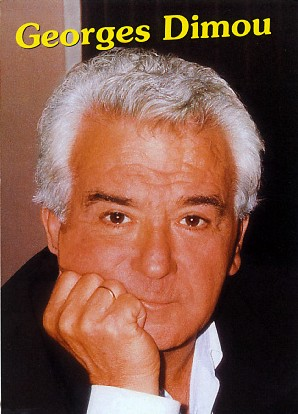
Georges Dimou auf einer Autogrammkarte

Georges Dimou (griechisch Γιώργος Δήμου, * 14. Juli 1931 in Thessaloniki; † 8. Jänner 2019 in Wien) war ein griechischer Gastronom, Schauspieler und Schlagersänger.

## Leben
Aufgrund seiner Schauspiel- und Gesangsausbildung in Athen hatte er bereits in jungen Jahren immer wieder Verträge für Theater- und Kabarettstücke. Seine Engagements führten ihn unter anderem auch in die Wiener Splendid Bar, die er kurz darauf als Pächter übernahm, um dort auch sein Programm zu präsentieren. Zu seinen Gästen zählten internationale Stars wie Ava Gardner, Elizabeth Taylor, Richard Burton, Sophia Loren, Catherine Deneuve, Kirk Douglas, James Mason, Curd Jürgens, Omar Sharif, Mel Ferrer, Ivan Desny, zahlreiche namhafte Politiker, bekannte Maler und viele aristokratische Familien. Über viele Jahre führte Georges Dimou ein griechisches Restaurant mit dem Namen Schwarze Katze in der Girardigasse in Wien. Das Lokal schloss am 30. April 2017.
Im Rahmen der von ihm organisierten Sirtaki-Tourneen brachte er jedes Jahr Musiker, Sänger und Tänzer aus Griechenland nach Österreich. In seiner Heimatstadt Thessaloniki veranstaltete er mit österreichischen Musikern und Sängern einen Wiener Abend, bei dem typisch österreichische Musik wie Schrammeln und Wienerlieder präsentiert wurden. Das griechische Fernsehen strahlte die Aufzeichnung dieser Sendung bereits sieben Mal aus (Stand März 2007).

### Auszeichnungen
- Am 15. Jänner 2003 erhielt Georges Dimou das Goldene Verdienstzeichen des Bundeslandes Wien als Auszeichnung dafür, dass er sein Leben in den Dienst der Völkerverbindung stellte.
- Kulturstadtrat Mailath-Pokorny überreichte Georges im Raimundtheater am 9. Mai 2011 den "Goldenen Rathausmann" mit den Worten "dies ist der Oscar der Stadt Wien".

## Diskografie

### Alben
- Was ist das Liebe?
- Griechische Lieder
- Griechische Lieder 2
- Über die Liebe
- Erinnerungen
- Sing’ ein Lied für die Welt
- Gefühle ohne Grenzen (2008)
- Erinnerungen 1970–2000 (2010)

### Singles
- Einsames Mädchen / Anne Mariann
- Ave Maria / Fengari
- Komm, Angelina, komm / Sonne und Meer
- Come prima
- Nur noch einmal / Das ist das Wunder
- Tamara / Midnight Hully Gully
- Nimm dir öfter Zeit / Der Regen
- Daniela / Schade um uns zwei
- O Metikos
- Maria / Wir lernten die Liebe
- Morgen / Sommerliebe
- Ciao bella mia / Aku to tragudi
- Na pesti to transistor / Simera
- Ferte na pio (Griechischer Wein) / Tora M’Agapas
- Katharina
- Sirtaki / Wind und Meer

## Buch

Menschen in Europa

Für das Buch Menschen in Europa von Georges und Ingrid Dimou wurden alle Botschaften sowie österreichisch-europäische Gesellschaften kontaktiert und eingeladen, einen Beitrag zu verfassen. Der Phantasie wurden dabei keine Grenzen gesetzt. Es entstand ein Panorama an Mentalitätsbeschreibungen des eigenen oder eines „fremden“ Volkes mit Widmungen, geschichtlichen Darstellungen sowie persönlichen Erfahrungsberichten.
Parallel wurde eine Beschreibung der Menschen in Europa über die Wahl bestimmter Themen versucht. So gibt es Beiträge über Musik, Tanz, Theater, Essen und Trinken ebenso wie über das Fahrverhalten im Straßenverkehr und Fußball. Das Augenmerk wurde dabei auf Vielfalt gelegt. Der zweite Teil des Buches „Zuhause in Europa“ präsentiert das Ergebnis von Gesprächen der beiden Autoren mit vielen Menschen, die ihre Erlebnisse mit Europäern preisgegeben haben.